# Ґоцли
Ґоцли (пол. Gocły) — село в Польщі, у гміні Червін Остроленцького повіту Мазовецького воєводства.
Населення — 173 особи (2011).
У 1975-1998 роках село належало до Остроленцького воєводства.

## Демографія
Демографічна структура станом на 31 березня 2011 року:
|          | Загалом | Допрацездатний вік | Працездатний вік | Постпрацездатний вік |
| -------- | ------- | ------------------ | ---------------- | -------------------- |
| Чоловіки | 94      | 17                 | 61               | 16                   |
| Жінки    | 79      | 13                 | 42               | 24                   |
| Разом    | 173     | 30                 | 103              | 40                   |